# Разрушитель миров
«Разрушитель миров» (англ. World Breaker) — будущий научно-фантастический боевик режиссёра Брэда Андерсона по сценарию Джошуа Роллинза. Главные роли в фильме исполнили Люк Эванс и Милла Йовович.

## Сюжет
В центре сюжета окажутся отец и дочь, которые в течение пяти лет скрываются на острове от существ из иного измерения, которые прибыли в наш мир после разрыва ткани реальности, но вскоре и это место не будет безопасным.

## В ролях
- Люк Эванс
- Милла Йовович
- Билли Булле
- Мила Харрис

## Производство
В октябре 2023 года Нэт МакКормик из продюсерской компании The Exchange сообщил, что Брэд Андерсон станет режиссёром научно-фантастического боевика под названием Worldbreaker, а Джошуа Роллинз напишет сценарий.
В феврале 2024 года к актёрскому составу присоединились Люк Эванс и Милла Йовович в нераскрытых ролях, а в следующем месяце на роль их дочери была приглашена Билли Булле вместе с Милой Харрис.
Основные съёмки начались 13 марта 2024 года в Северной Ирландии.